# New York Giants 2015
La stagione 2015 dei New York Giants è stata la 91ª della franchigia nella National Football League e la 12ª e ultima con Tom Coughlin come capo-allenatore.
Per onorare la scomparsa di Frank Gifford e Ann Mara, morti in precedenza nel 2015, i Giants portarono il numero 16 stampato sui loro caschi e uno speciale stemma sulle divise, per Gifford e Mara rispettivamente.
La squadra iniziò la stagione perdendo le prime due gare per il terzo anno consecutivo, la prima squadra della storia a uscire sconfitta nelle prime due partite malgrado l'essere stata in vantaggio in entrambe di almeno dieci punti nel quarto periodo. I Giants però si ripresero vincendo le successive tre gare, prima di perdere coi Philadelphia Eagles. La vittoria dei Redskins sugli Eagles nella settimana 16 li escluse dai playoff per il quarto anno consecutivo. A fine anno, Tom Coughlin rassegnò le proprie dimissioni dopo dodici stagioni e due Super Bowl vinti con la franchigia.

## Scelte nel Draft 2015
| Scelte dei New York Giants nel draft 2015 |        |                     |                  |         |
| Giro                                      | Scelta | Giocatore           | Ruolo            | College |
| 1                                         | 9      | Ereck Flowers       | Offensive tackle | Miami   |
| 2                                         | 33     | Landon Collins      | Safety           | Alabama |
| 3                                         | 74     | Owamagbe Odighizuwa | Defensive End    | UCLA    |
| 5                                         | 144    | Mykkele Thompson    | Defensive Back   | Texas   |
| 6                                         | 186    | Geremy Davis        | Wide Receiver    | UCONN   |
| 7                                         | 226    | Bobby Hart          | Offensive tackle | FSU     |

## Staff
| Staff dei New York Giants nel 2015 |
| --- |
| Organi dirigenziali - Presidente/Capo Esecutivo: John K. Mara - Chairman/Vice Presidente Esecutivo: Steve Tisch - Vice Presidente Senior/General Manager: Jerry Reese Capo allenatore - Tom Coughlin Altri allenatori - Sviluppo della forza e della condizione: Jerry Palmieri - Assistente dello sviluppo della forza e della condizione: Markus Paul Allenatori dell'attacco - Coordinatore offensivo: Ben McAdoo - Assistente dell'attacco: Ryan Roeder - Quarterback: Sean Ryan - Running back: Jerald Ingram - Wide receiver: Kevin M. Gilbride - Tight End: Mike Pope - Offensive Line: Pat Flaherty - Assistente Offensive Line: Lunda Wells Allenatori della difesa - Coordinatore difensivo: Steve Spagnuolo - Assistente della difesa: Robbie Leonard - Defensive Line: Robert Nunn - Linebacker: Jim Herrmann - Secondary/Cornerback: Peter Giunta - Secondary/Safety: David Merritt Allenatori dello special team - Coordinatore dello Special Team/Assistente Offensive Line: Tom Quinn - Assistente dello Special Team: Larry Izzo |

## Roster
| Roster dei New York Giants nel 2015 |
| --- |
| Quarterback - 10 Eli Manning - 9 Ryan Nassib Running Back - 26 Orleans Darkwa - 23 Rashad Jennings - 34 Shane Vereen - 49 Nikita Whitlock FB - 44 Andre Williams Wide Receiver - 13 Odell Beckham - 80 Victor Cruz - 18 Geremy Davis - 17 Dwayne Harris RS - 15 Preston Parker - 82 Rueben Randle Tight End - 86 Jerome Cunningham - 84 Larry Donnell - 85 Daniel Fells Offensive Linemen - 76 Ereck Flowers T - 68 Bobby Hart T/G - 77 John Jerry G/T - 73 Marshall Newhouse T - 67 Justin Pugh G - 61 Dallas Reynolds C/G - 70 Weston Richburg C - 74 Geoff Schwartz G Defensive Linemen - 91 Robert Ayers DE - 96 Jay Bromley DT - 95 Johnathan Hankins DT - 99 Cullen Jenkins DE/DT - 78 Markus Kuhn DT - 98 Damontre Moore DE - 97 Louis Nix DT - 58 Owa Odighizuwa DE - 93 George Selvie DE - 72 Kerry Wynn DE Linebacker - 52 Jon Beason MLB - 53 Jasper Brinkley MLB - 54 Jonathan Casillas OLB - 94 Mark Herzlich OLB - 59 Devon Kennard OLB - 55 J.T. Thomas OLB - 47 Uani Unga MLB Defensive Back - 20 Prince Amukamara CB - 21 Landon Collins FS - 43 Craig Dahl SS - 28 Jayron Hosley CB - 38 Trumaine McBride CB - 22 Brandon Meriweather FS - 41 Dominique Rodgers-Cromartie CB - 30 Cooper Taylor SS - 31 Trevin Wade CB Special Team - 3 Josh Brown K - 51 Zak DeOssie LS - 9 Brad Wing P Lista delle riserve - 65 Will Beatty T (PUP) - 29 Nat Berhe S (IR) - 36 Justin Currie S (IR) - 35 Josh Gordy CB/S (IR) - 83 Chris Harper WR (IR) - 18 Marcus Harris WR (IR) - 24 Bennett Jackson S (IR) - 69 Brett Jones C (IR) - 75 Brandon Mosley G/T (IR) - 90 Jason Pierre-Paul DE (Franchise tag) - 27 Mykkele Thompson S (IR) Squadra di allenamento - 71 Brad Bars DE - 63 Emmett Cleary T - 60 Adam Gettis G - 79 Montori Hughes DT - 25 Tramain Jacobs CB - 46 James Morris OLB - 62 Vinston Painter G/T - 19 Julian Talley WR - 45 Will Tye TE - 89 Myles White WR Roster aggiornato al 20 settembre 2015 53 attivi, 11 inattivi, 10 nella squadra di allenamento, 0 free agent |
| Legenda - I rookie sono in corsivo. - Il primo ruolo è il principale mentre gli eventuali successivi indicano i ruoli secondari. - (IR) sta per Injured Reserve ed indica la lista ristretta per un solo giocatore infortunato che può tornare ad allenarsi dopo la settimana 6 e a rientrare in prima squadra dopo che questa ha giocato 8 partite. - (NF-Inj.) / (NF-Ill.) stanno rispettivamente per Non-Football Injured e Non-Football Illness ed indicano le liste dove viene inserito un giocatore che ha un infortunio o una malattia non dipendente dal football americano. - (PUP) sta per Physically Unable to Perform ed indica la lista dove viene inserito un giocatore mentre è in attesa di recuperare la condizione fisica. Nella stagione regolare dopo la sesta partita giocata dalla propria squadra, il giocatore ha tempo tre settimane per riprendere ad allenarsi, più tre settimane aggiuntive dal suo rientro agli allenamenti per rientrare in prima squadra. |

## Calendario
| Turno | Data               | Avversario              | Risultato          | Record             | Stadio                  | NFL.com recap      |
| ----- | ------------------ | ----------------------- | ------------------ | ------------------ | ----------------------- | ------------------ |
| 1     | 13/9               | at Dallas Cowboys       | S 26–27            | 0–1                | AT&T Stadium            | Recap              |
| 2     | 20/9               | Atlanta Falcons         | S 20–24            | 0–2                | MetLife Stadium         | Recap              |
| 3     | 24/9               | Washington Redskins     | V 32–21            | 1–2                | MetLife Stadium         | Recap              |
| 4     | 4/10               | at Buffalo Bills        | V 24–10            | 2–2                | Ralph Wilson Stadium    | Recap              |
| 5     | 11/10              | San Francisco 49ers     | V 30–27            | 3–2                | MetLife Stadium         | Recap              |
| 6     | 19/10              | at Philadelphia Eagles  | S 7–27             | 3–3                | Lincoln Financial Field | Recap              |
| 7     | 25/10              | Dallas Cowboys          | V 27–20            | 4–3                | Metlife Stadium         | Recap              |
| 8     | 1/11               | at New Orleans Saints   | S 49–52            | 4–4                | Mercedes-Benz Superdome | Recap              |
| 9     | 8/11               | at Tampa Bay Buccaneers | V 32–18            | 5–4                | Raymond James Stadium   | Recap              |
| 10    | 15/11              | New England Patriots    | S 26–27            | 5–5                | MetLife Stadium         | Recap              |
| 11    | Settimana di pausa | Settimana di pausa      | Settimana di pausa | Settimana di pausa | Settimana di pausa      | Settimana di pausa |
| 12    | 29/11              | at Washington Redskins  | S 14–20            | 5–6                | FedEx Field             | Recap              |
| 13    | 6/12               | New York Jets           | S 20–23 (DTS)      | 5–7                | MetLife Stadium         | Recap              |
| 14    | 14/12              | at Miami Dolphins       | V 31–24            | 6–7                | Sun Life Stadium        | Recap              |
| 15    | 20/12              | Carolina Panthers       | L 35–38            | 6–8                | MetLife Stadium         | Recap              |
| 16    | 27/12              | at Minnesota Vikings    | S 17–49            | 6–9                | TCF Bank Stadium        | Recap              |
| 17    | 3/1                | Philadelphia Eagles     | S 30–35            | 6–10               | MetLife Stadium         | Recap              |

Note
- Gli avversari della propria division sono in grassetto.

## Classifiche

### Division
| NFC East                | NFC East | NFC East | NFC East | NFC East | NFC East | NFC East | NFC East | NFC East | NFC East |
|                         | V        | S        | P        | %        | DIV      | CONF     | PF       | PS       | Str.     |
| ----------------------- | -------- | -------- | -------- | -------- | -------- | -------- | -------- | -------- | -------- |
| (4) Washington Redskins | 9        | 7        | 0        | .563     | 4–2      | 8–4      | 388      | 379      | V4       |
| Philadelphia Eagles     | 7        | 9        | 0        | .438     | 3–3      | 4–8      | 377      | 430      | V1       |
| New York Giants         | 6        | 10       | 0        | .375     | 2–4      | 4–8      | 420      | 442      | S3       |
| Dallas Cowboys          | 4        | 12       | 0        | .250     | 3–3      | 3–9      | 275      | 374      | S4       |